# رامنگان
رامنگان یک روستا در ایران است که در شهرستان سربیشه واقع شده‌است. رامنگان ۲۷ نفر جمعیت دارد.